# Say It Loud – I'm Black and I'm Proud (álbum)
Say It Loud – I'm Black and I'm Proud é o 27º álbum de estúdio do músico americano James Brown. O álbum foi lançado em março de 1969 pela King Records.
Bob Marley era um grande fã do álbum quando este foi lançado, e com os The Wailers usaram os versos de "I've Got To Cry Cry Cry" em "My Cup" bem como usaram "Say It Loud" como base em "Black Progress". Também usaram partes da letra de "Licking Stick" em "Soul Shakedown Party", parte de  "I Love You" em "Do It Twice" e partes de "Let Them Talk" em "Soul Rebel".